# Liste der Kreisstraßen in Kaiserslautern
Die Liste der Kreisstraßen in Kaiserslautern ist eine Auflistung der Kreisstraßen in der rheinland-pfälzischen kreisfreien Stadt Kaiserslautern.

## Abkürzungen
- K: Kreisstraße
- L: Landesstraße

## Liste
Die Kreisstraßen behalten die ihnen zugewiesene Nummer in der Regel nicht bei einem Wechsel in einen anderen Landkreis oder in eine kreisfreie Stadt. Nicht vorhandene bzw. nicht nachgewiesene Kreisstraßen werden in Kursivdruck gekennzeichnet, ebenso Straßen und Straßenabschnitte, die unabhängig vom Grund (Herabstufung zu einer Gemeindestraße oder Höherstufung) keine Kreisstraßen mehr sind.
Der Straßenverlauf wird in der Regel von Nord nach Süd und von West nach Ost angegeben.
| Nr.  | Verlauf |
| ---- | --- |
| K 1  | K 8 – Jahnstraße – Erzhütter Straße – K 12 |
| K 2  | (K 40 im Landkreis Kaiserslautern) – Stadtgrenze – Kalckreuthstraße – An der Schanz – L 387 – Obere Straße – Otterberger Straße – Morlauterer Straße – Burggraben – L 395 |
| K 3  | – Landolfstraße – Hohenecker Straße – L 502 |
| K 4  | (K 53 im Landkreis Kaiserslautern) – Stadtgrenze – L 503 – Kaiserslauterer Straße – Johanniskreuzer Straße – Stadtgrenze – (K 49 im Landkreis Kaiserslautern)             |
| K 5  | (K 25 im Landkreis Kaiserslautern) – Stadtgrenze – Jacob-Pfeiffer-Straße – L 369 – Jacob-Pfeiffer-Straße – L 395                                                          |
| K 6  | – Verbindungsstraße – L 502 |
| K 7  | L 502 – Dansenberger Straße |
| K 8  | (K 24 im Landkreis Kaiserslautern) – Stadtgrenze – Rotenbergstraße – Siegelbacher Straße – K 1 – Siegelbacher Straße –                                                    |
| K 9  | L 387 – Im Wiesental – Erlenbacher Straße – K 10 – Erlenbacher Straße – Im Gersweilerhof – Gersweilerweg – L 395                                                          |
| K 10 | (K 39 im Landkreis Kaiserslautern) – Stadtgrenze – Am Steinhübel – K 9 |
| K 11 | (K 13 im Landkreis Kaiserslautern) – Stadtgrenze – Opelstraße – L 389 – Opelstraße –                                                                                      |
| K 12 | (K 62 im Landkreis Kaiserslautern) – Stadtgrenze – Dammühle – K 1 – Dammühle – L 387                                                                                      |
| K 13 | L 395 – Ludwigshafener Straße – – Ludwigshafener Straße – |